# Teatro Municipale (Piacenza)
Il Teatro Municipale di Piacenza è un teatro d'opera, concerti, balletto e prosa.

## Storia
Nel settembre del 1803 l'architetto piacentino Lotario Tomba ricevette da una società di nobili piacentini l'incarico di progettare un teatro che avrebbe dovuto sostituire il teatro ducale della Cittadella, distrutto da un incendio il 24 dicembre 1798. Un anno dopo avveniva l'inaugurazione del nuovo teatro con l'esecuzione del dramma Zamori, ossia l'Eroe delle Indie, composto per l'occasione dal maestro bavarese Giovanni Simone Mayr.

## Esterno

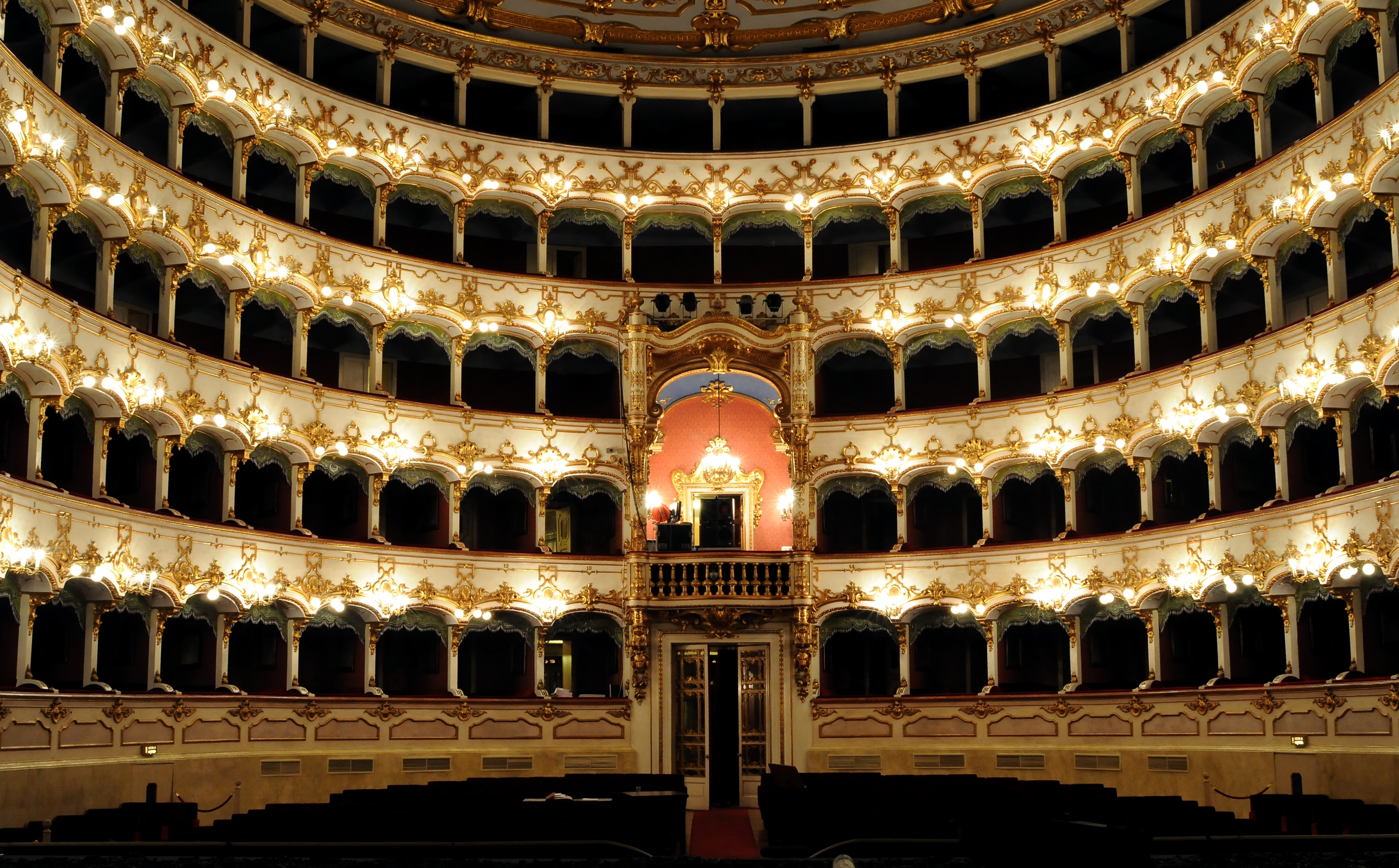
L'interno dell'edificio.

L'edificio è stato costruito in stile neoclassico, mentre in seguito la ricostruzione della facciata del 1830 ha mitigato l'influsso neoclassico del progetto originale, conferendogli l'aspetto attuale. L'architetto Alessandro Sanquirico, per anni scenografo del Teatro alla Scala, modificando il disegno lasciato dal Tomba, progettò la facciata realizzando un duplice porticato coperto da un terrazzo a balaustra sovrastato da un colonnato ionico che sostiene il timpano, dove è collocato lo stemma della città. Si deve quindi al Sanquirico la somiglianza tra il teatro piacentino e il più celebre teatro milanese. L'antiportico aveva anche un aspetto prettamente funzionale, permettendo il passaggio alle carrozze e dando così la possibilità al pubblico di raggiungere il teatro senza bagnarsi in caso di pioggia. Al Sanquirico e ai suoi allievi sono attribuite molte altre opere, tra cui un "secondino" dipinto con le immagini di una festa campestre.